# Władysława Majerczyk
Władysława Majerczyk, po mężu Tragarz (ur. 16 czerwca 1952 w Poroninie) – polska biegaczka narciarska.
Zawodniczka LKS Poroniec. Dwukrotna olimpijka (Sapporo 1972, Innsbruck 1976). Zajęła w sztafecie 7. miejsce na MŚ w Falun w 1974 r. (gdzie była też indywidualnie 10. na 5 km) oraz 8. miejsce podczas igrzysk olimpijskich w Innsbrucku. 8-krotna mistrzyni Polski. Siostra olimpijki Józefy Majerczyk-Chromik oraz narciarek Ludwiki Marczułajtis i Zofii Rumińskiej, ciotka Jagny Marczułajtis.